# Faiditus proboscifer
Faiditus proboscifer là một loài nhện trong họ Theridiidae.
Loài này thuộc chi Faiditus. Faiditus proboscifer được H. Exline miêu tả năm 1945.